# 君のフレーズ/キミの為に僕が強くなる
「君のフレーズ/キミの為に僕が強くなる」（きみのフレーズ/キミのためにぼくがつよくなる）は、日本のロックデュオ・Honey L Daysのメジャー2作目のシングル。

## 概要
- 前作「Go⇒Way/Center of the World」から約4か月ぶりにして、2作連続での両A面シングル。
- 表題1曲目は山田優主演の映画『劇場版 カンナさん大成功です!』の日本版主題歌に、表題2曲目は戸田恵梨香と加藤和樹主演の映画『恋極星』の挿入歌となり、2作連続での映画タイアップが付いた。
- 前作と異なりカップリング曲は未収録となっている。
- ジャケットの異なるCD+DVD規格とCD規格の2形態で発売され、DVDには表題1曲目のミュージック・ビデオとメイキング映像が収録された。

## 収録曲
| 全作曲: KYOHEI。 |                                           |                  |            |              |      |
| #                | タイトル                                  | 作詞             | 作曲・編曲 | 編曲         | 時間 |
| 1.               | 「君のフレーズ」                          | MITSUAKI、KYOHEI | KYOHEI     | KYOHEI       | 4:51 |
| 2.               | 「キミの為に僕が強くなる」                | KYOHEI、MITSUAKI | KYOHEI     | KYOHEI、okky | 6:17 |
| 3.               | 「君のフレーズ (Instrumental)」           |                  | KYOHEI     | KYOHEI       | 4:51 |
| 4.               | 「キミの為に僕が強くなる (Instrumental)」 |                  | KYOHEI     | KYOHEI、okky | 6:14 |
| 合計時間:        | 合計時間:                                 | 合計時間:        | 合計時間:  | 22:13        |      |

### 解説
1. 君のフレーズ
女子を応援する爽やかでノリの良いポップスをイメージして制作された。KYOHEIはこの楽曲について「端的な応援歌ではなく、恋愛の面でポジティブに頑張って元気になってもらいたいと思った」と語っている[1]。
歌詞にはメンバーの恋愛観が込められており、Aメロ、Bメロ、サビの展開の変化と共に、恋愛における感情の移り変わりを声で表現しているという。なお、歌詞にある「phrase」のワードには明確な意味を持たせていないようで、「リスナーが各々好きな人に対する、『好き』や『会いたい』というフレーズがあてはまればいいと思う」とMITSUAKIは語っている[1]。
2. キミの為に僕が強くなる
強がって本当の気持ちを言えない男性が、相手に向けて手紙を書くようなイメージで制作された。また、当初タイトルは「キミの為に僕は強くなる」だったが、がの方が意志の強さを感じると思い変更したという[1]。
『恋極星～オリジナル・コンピレーション・アルバム～』には「キミの為に僕が強くなる 〜Acoustic Letter〜」と題された、アコースティックバージョンで収録されている[2]。
3. 君のフレーズ (Instrumental)
表題1曲目のインストゥルメンタルバージョン。
4. キミの為に僕が強くなる (Instrumental)
表題2曲目のインストゥルメンタルバージョン。

## 参加ミュージシャン
Honey L Days
- MITSUAKI：Vocal (#1,2)
- KYOHEI：Vocal (#1,2)、Programmed (#1)

Support Musician
- 高山一也：Guitar (全曲)
- 岡雄三：Bass (全曲)
- アーミン・リンツビヒラ：Drums (#2,4)

## タイアップ
- ゴー・シネマ配給映画『劇場版 カンナさん大成功です!』日本版主題歌 (#1)
- 日活配給映画『恋極星』挿入歌 (#2)

## 収録アルバム
- 伝えたいことがあるから (#1,2)
- 恋極星～オリジナル・コンピレーション・アルバム～ (#2 Acoustic Letter)